# Kang Chol-hwan

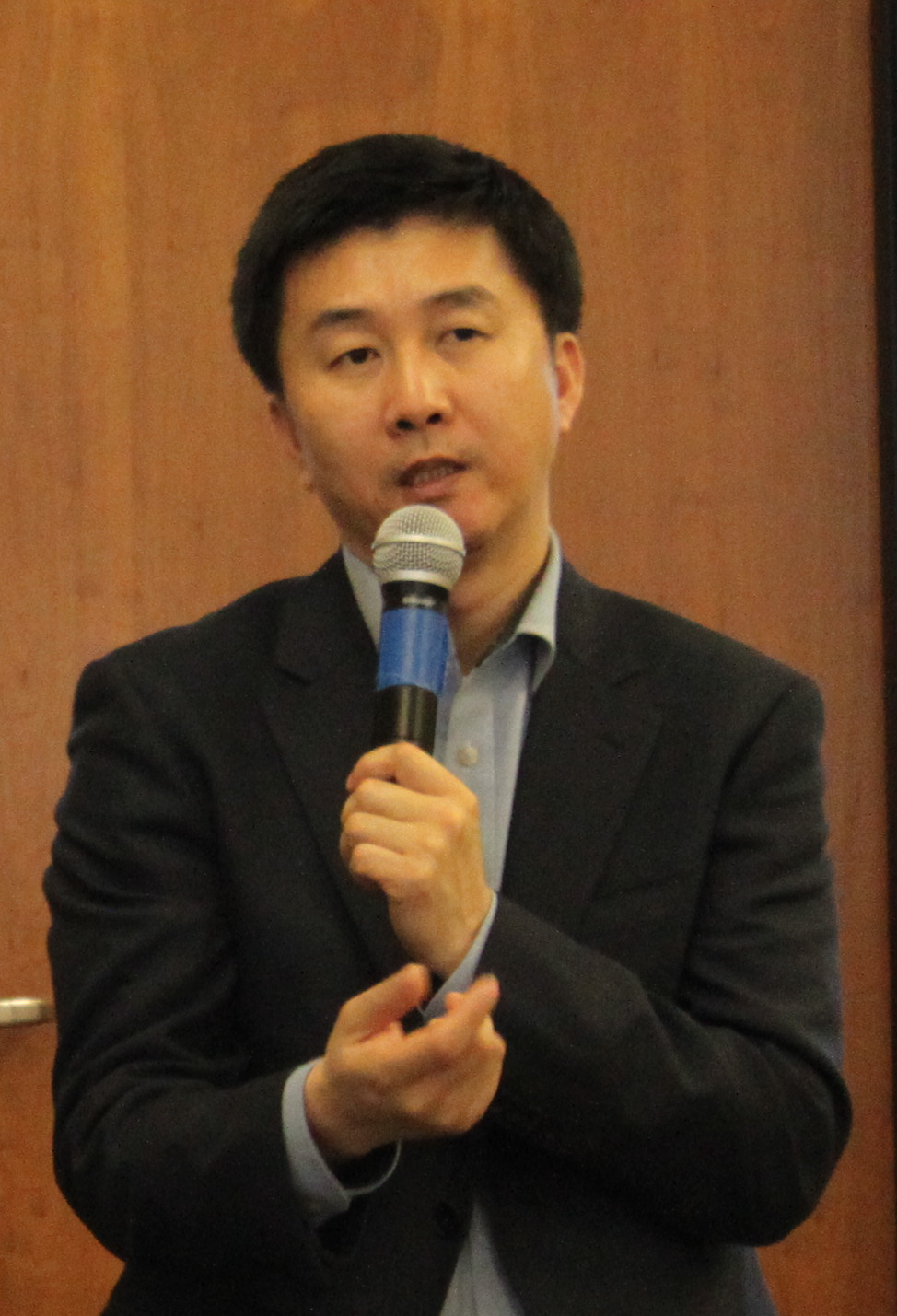
Kang Chol-hwan en 2014.

Kang Chol-hwan (강철환 en coreano) (n. circa 1968) es un desertor norcoreano. De niño fue encarcelado en el campo de concentración de Yodok durante 10 años; luego de su liberación escapó del país, primero hacia China y finalmente a Corea del Sur. Es el autor, junto con Pierre Rigolout, de Los Acuarios de pyongyang y es redactor para The Chosun Ilbo.

## Biografía
Nacido en Pionyang, Corea del Norte, Kang paso su niñez en Pionyang, donde su familia vivió con ciertos lujos debido a la posición de su abuelo y a la fortuna que había dado al país luego del regreso de su familia desde Japón. Pese a que jamás habían renunciado a su ciudadanía norcoreana y la abuela de Kang era un firme miembro del partido en ambos países, la familia permaneció bajo sospechas por haber vivido en Japón. En 1977, su abuelo fue acusado de traición y fue enviado al brutal campo de concentración de Senghori. Por ser familiares de un traidor, Kang y su familia fueron enviados al campo de concentración de Yodok. Kang tenía 9 años en ese entonces; mientras que su hermana Mi-ho tan solo 7.
La vida en el campo de concentración era brutal. La muerte por hambruna o exposición a elementos ambientales era una amenaza constante, y las golpizas y otros castigos eran rutinarios. Su educación consistía exclusivamente en memorizar las frases y discursos de Kim Il-sung. A sus 15 años su educación concluyó y fue asignado a agotadores y peligrosos trabajos, y se le obligó a observar ejecuciones públicas. Diez años después, el y su familia fueron dejados en libertad.
Luego de salir del campo, Kang continuó con su vida y vivió por unos cuantos años en Corea del Norte. Tenía una radio ilegal y escuchaba transmisiones desde el Sur. En 1992, el junto con un compañero que conoció en el campo de concentración de Yodok, An Hyuk, escaparon de Corea del Norte cruzando el río Yalu hacia China.
Tras publicar Los Acuarios de Pyongyang, Kang se reunió con el presidente estadounidense George W. Bush. y el ministro de relaciones exteriores británico Jack Straw y ha hablado con varias organizaciones sobre los derechos humanos en Corea del Norte. No ha estado en contacto con su familia desde que desertó.